# Mali Otok
Mali Otok je naselje v Občini Postojna.